# Adosovaný listen
Adosovaný listen (bractea addida, bractea addorsa) je listen u jednoděložných v mediáně a obrácený hřbetní stranou k hlavnímu stonku (nebo větvi) a lícem k postranními stonku (větvi), která vyrůstá z paždí listu. Vzniká většinou jako metamorfovaný (přeměněný) list srůstem dvou profilů.